# Dúbrava
Dúbrava este o arie protejată (arie specială de conservare — SAC, sit de importanță comunitară — SCI) din Slovacia întinsă pe o suprafață de 21,21 ha, integral pe uscat.

## Localizare
Centrul sitului Dúbrava este situat la coordonatele 48°23′07″N 16°55′46″E / 48.385278°N 16.929444°E.

## Înființare
Situl Dúbrava a fost declarat sit de importanță comunitară în aprilie 2004 pentru a proteja 7 specii de animale. Situl a fost protejat și ca arie specială de conservare în martie 2004.

## Biodiversitate
Situată în ecoregiunea panonică, aria protejată conține 1 habitat natural: Păduri panonice cu Quercus petraea și Carpinus betulus.
La baza desemnării sitului se află mai multe specii protejate:
- păsări (1): gâscă de semănătură (Anser fabalis)
- amfibieni (1): buhai de baltă cu burta roșie (Bombina bombina)
- mamifere (2): liliac cârn (Barbastella barbastellus), liliac comun (Myotis myotis)
- nevertebrate (3): croitorul mare al stejarului (Cerambyx cerdo), Cucujus cinnaberinus, rădașcă (Lucanus cervus)

Pe lângă speciile protejate, pe teritoriul sitului au mai fost identificate 2 specii de plante, 4 specii de amfibieni, 9 specii de mamifere, 20 de specii de nevertebrate, 2 specii de reptile.